# Schwejks Flegeljahre
Schwejks Flegeljahre ist ein österreichischer Schwarzweißfilm aus dem Jahr 1964 von Regisseur Wolfgang Liebeneiner mit Peter Alexander in der Hauptrolle. Der Film basiert auf dem Roman Der brave Soldat Schwejk von Jaroslav Hašek.

## Handlung
Zur Zeit der Österreichisch-Ungarischen Monarchie im böhmischen Prag: Der Fleischhauerssohn Josef Schwejk wird zum Militärdienst einberufen. Er nimmt seinen Hund Metternich in die Kaserne mit und wird daraufhin zu Arrest verurteilt. Der Aufseher der Arrestzellen ist jedoch sein alter Freund Anton Loschek, sodass er die Tage im Arrest vergnüglich beim Kartenspiel verbringen kann. Als er den Hund der Majorstochter zum Geschenk macht, lernt er Oberleutnant Gustl kennen. Dieser macht ihn zu seinem Burschen. Das hat zur Folge, dass er mit dem bewegten Liebesleben seines Herrn konfrontiert wird.

## Lieder
- Rosamunde (Peter Alexander und Gunther Philipp)
- Drum frag’ ich mich stets, wer die Orden verleiht (Peter Alexander)

## Kritiken
„An Jaroslav Haseks literarischen Vorlagen vorbeiinszenierter, stilistisch uneinheitlicher, jedoch überwiegend unterhaltsamer Militärschwank.“

„Peter Alexander als trottelhafter Rekrut schändet das Andenken Jaroslav Hašeks aufs Gröblichste, während Regisseur Liebeneiner offenbar das Inszenieren vergessen hat.“